# Данилова, Наталья Юрьевна
Ната́лья Ю́рьевна Дани́лова (род. 25 сентября 1955, Ленинград) — советская и российская актриса театра, кино и дубляжа. Заслуженная артистка РСФСР (1991).

## Биография
Дебютировала в кино в 13 лет у режиссера Игоря Масленникова в фильме «Завтра, третьего апреля…».
Поступила сразу на второй курс и в 1976 году окончила Ленинградский государственный институт театра, музыки и кинематографии (курс А. Кацмана). В дипломном спектакле по пьесе Э. Золя «Наследники Рабурдена» она исполняла характерную роль мадам Вассар. На показе присутствовал руководитель БДТ им. М. Горького Георгий Товстоногов. Он и пригласил Наталью в свой театр, где она проработала с 1977 по 1992 год.
С 1992 по 1994 год — актриса театра «Приют комедиантов».
С 2001 года работает в театре имени В. Ф. Комиссаржевской.
Принимала участие в постановках «Радио Петербург»: «Капкан» С. Льюиса, «Тайна золотого мусорщика» Ч. Диккенса, «Золотая цепь» Александра Грина.
Наиболее известные роли в кино — младший сержант милиции Варвара Синичкина в фильме Станислава Говорухина «Место встречи изменить нельзя» (1979) и княгиня Вольская в телефильме Михаила Швейцера «Маленькие трагедии» (1979).
В 1980-е, будучи ведущей актрисой Ленинградского Большого драматического театра, продолжает активно сниматься в кино. Особенно успешными стали для неё 1983—1984 годы. В этот период актрисе удалось создать такие разноплановые образы, как гордая аристократка Анна Сергеевна Одинцова в сериале Вячеслава Никифорова «Отцы и дети», наивная провинциалка Пэт Фортескью в детективе Вадима Дербенёва «Тайна «Черных дроздов», нежная и преданная Джейн в романтизированной экранизации романа Герберта Уэллса «Человек-невидимка» (режиссер — Александр Захаров).

## Семья
Отец — Юрий Алексеевич Мочанов (1934—2020), уроженец Санкт-Петербурга, археолог, доктор исторических наук. Похоронен в г. Киев (Украина).
Мать — Данилова (ум.?), филолог.
Единокровный брат — Алексей Юрьевич Мочанов (род. 1969), украинский автогонщик, автомобильный и автоспортивный журналист, телеведущий, тест-пилот.
Первый муж — Асхаб Абакаров (1945—1985), советский киноактёр, кинорежиссёр и художник.
Второй муж — Сергей, скончался в 45 лет от инфаркта и сразу последовавшего за ним инсульта.
Вдова. Детей нет.

## Призы и награды
- Заслуженная артистка РСФСР (1991)[2].
- В 2001 году актрисе присуждена художественная премия «Петрополь» за музыкально-литературную композицию «Утешение» (стихи — Григорий Хубулава).

## Творчество

### Роли в театре

#### Большой драматический театр имени Г. А. Товстоногова
- «Дачники» М. Горького — Соня,  Юлия
- «Пиквикский клуб»
- «Тихий дон» — Дуняшка
- «Жестокие игры» — Девушка, похожая на ангела
- «Мы, нижеподписавшиеся» — Шиндина
- «Общественное мнение» — секретарша
- «Ревизор» Н. В. Гоголя — Мария Антоновна
- «Телевизионные помехи» — Ванда
- «Островитянин» А. Яковлева, постановка Г. Егорова — Марина
- «На всякого мудреца» А. Островского — Машенька
- «Волки и овцы» А. Островского
- «Влияние гамма-лучей на бледно-желтые ноготки» — Девушка, которая сварила кошку
- «Скорбящие родственники» — Данница
- «Свалка» — Жена профессора
- «Дядя Ваня» А. П. Чехова — Елена Андреевна
- «Коварство и любовь» Фридриха Шиллера — Леди Мильфорд
- «Смерть Тарелкина» А. В. Сухово-Кобылина — Дочурка

#### Театр «Приют комедианта»
- «Медея» — главная роль

#### Театр имени В. Ф. Комиссаржевской
- «Идиот» — Настасья Филипповна
- «Шут Балакирев»
- «С тобой и без тебя»

### Фильмография
- 1969 — Завтра, третьего апреля… — Маша Гаврикова
- 1976 — Старые друзья — Тоня
- 1977 — Прыжок с крыши — Муся, продавщица книжного магазина
- 1978 — Комедия ошибок — Люциана
- 1979 — Под липой — Анна Павловна Чегенёва
- 1979 — Место встречи изменить нельзя — Варя Синичкина (озвучивание — Наталья Рычагова)
- 1979 — Маленькие трагедии — княгиня Зинаида Вольская
- 1980 — Кто заплатит за удачу? — Антонина Чумак, подпольщица, получившая задание уничтожить предателя подполья Конькова
- 1980 — Казначейша — Авдотья Николаевна, казначейша (поет Людмила Касьяненко)
- 1981 — Похищение чародея (фильм-спектакль) — Анна Иванкевич-Магдалена, 25-ти летняя аспирантка-демограф из Минска. Она же польская княжна, родственница короля Лешко Белого, родом из стольного города Кракова
- 1981 — Объявлен в розыск (фильм-спектакль) — Марина, отдыхающая в пансионате
- 1982 — С тех пор, как мы вместе — Вика
- 1983 — Тайна «Чёрных дроздов» — Пэт Фортескью, жена Ланса
- 1983 — Отцы и дети — Анна Сергеевна Одинцова
- 1983 — Дублёр начинает действовать —  Ольга Першина
- 1984 — Человек-невидимка — Джейн Бет
- 1986 — Путь к себе — Саша
- 1987 — Жизнь Клима Самгина — Елена Прозорова
- 1987 — Испытатели — Вера
- 1988 — Физики — сестра Моника Штэтлер
- 1989 — Васька — Адель, знакомая Бибикова
- 1990 — Фуфель — Юлия Сергеевна Силина
- 1990 — Повесть непогашенной луны — Софья
- 1990 — Другая драма — мама Бориса Пастернака
- 1990 — Вечный муж — Погорельцева
- 1991 — Шкура — Маша Храпункова
- 1991 — Год хорошего ребёнка — Федюшкина, мадам Карабас
- 1991 — Австрийское поле — эпизод
- 1992 — Рэкет — Алёна Корнилова
- 1992 — Дитя — жена
- 1993 — Владимир Святой — Рогнеда
- 1993 — Осенние соблазны — Наташа
- 1999 — Плачу вперёд! — Олимпиада Николаевна Сидорова, миллионерша
- 1999 — В зеркале Венеры — Маша
- 1999 — Разведённые мосты — Вера Васильевна
- 2000 — Империя под ударом — княгиня Щербатова (11 серия)
- 2002 — Агентство 2 — заказчица
- 2005 — Подлинная история поручика Ржевского — Анна Павловна Базарова
- 2005 — Нежная зима — мать Ёлочки
- 2006 — Игра on-line — Любовь Андреевна
- 2006 — Секретные поручения — Курлова, мать Cергея
- 2006 — Там, где живёт любовь — Наталья Григорьевна, мать Марины Комаровой
- 2007 — Татьянин день — Вера Разбежкина, мать Тани
- 2008 — Васильевский остров — мать Зинаиды
- 2009 — Дорожный патруль 3 — Ирина Петровна Парамонова
- 2009 — Индийское кино — Ирина
- 2009 — Одна семья — Людмила Анатольевна Смирнова, жена Андрея, мать Кати
- 2010 — Семейный дом — инспектор по делам несовершеннолетних
- 2011 — Условия контракта — Анна Семеновна, мать Маши и Кати
- 2013 — Крик совы — Дарья Семёновна Калинцова, работница фотоателье
- 2014 — Территория — Лидия Макаровна
- 2015 — В созвездии Стрельца — Софья Фроловна, мать Стрельцова
- 2015 — Чума — Анна, сожительница Фомича
- 2016 — Беловодье. Тайна затерянной страны — Верона
- 2017 — Крылья империи — графиня Кирсанова-Двинская
- 2024 — Последний хранитель Беловодья (в производстве) — Верона

#### Телеспектакли
- 1981 — Похищение чародея — Анна Иванкевич
- 1981 — Объявлен розыск... — Марина
- 1981 — Самоубийство — Наташа Селиванова
- 1984 — Как совершаются браки
- 1986 — Пиквикский клуб — Арабелла Эллен
- 1986 — Дядя Ваня. Сцены из деревенской жизни — Елена Андреевна Серебрякова
- 1988 — Эмма
- 1999 — Чествование — Мэгги

### Дубляж
- 2004 — Степфордские жёны — Бренда Веллингтон (Гленн Клоуз)[5]
- 2014 — Отель «Гранд Будапешт» — Мадам Д (Тильда Суинтон)[5]

### Озвучивание фильмов и мультфильмов
- 2000 — Брат-2 — Даша / Мерилин
- 2003 — Карлик Нос — колдунья
- 2004 — Алёша Попович и Тугарин Змей — бабушка Любавы
- 2006 — Добрыня Никитич и Змей Горыныч — Баба-Яга
- 2006—2012, 2019 — Лунтик и его друзья — тётя Мотя, жаба Клава (11 и 53 серии), Лягушонок (5 серия)
- 2007 — Илья Муромец и Соловей-Разбойник — мама Ильи, византийская бабушка
- 2010 — Три богатыря и Шамаханская царица — бабушка Любавы
- 2012 — Три богатыря на дальних берегах — бабушка Любавы